# Chiesa della Madonna di Caravaggio (Rionero in Vulture)
La Chiesa di Maria Santissima di Caravaggio era una chiesa di Rionero in Vulture, sita nell'omonimo rione, nel luogo in cui sorge l'asilo Comunale di Caravaggio. Fu costruita nel XVIII secolo e demolita nel 1930 a causa dei danni prodotti dal terremoto del Vulture.

## Descrizione
Poche notizie si hanno su questa chiesa poiché fu demolita a seguito del terremoto del Vulture del 1930, a causa dei danni da esso prodotti e per la mancanza di fondi per il restauro e consolidamento della struttura. La chiesa presentava una pianta longitudinale ad una sola navata, con un portale di pregevole manifattura ed un unico altare dedicato alla Madonna di Caravaggio, la cui effigie, risalente al XVIII secolo, è conservata nella Chiesa dell'Annunziata. Era dotata di campanile e di una cappella coperta da una cupola, di cui non si sa nulla. La facciata, molto semplice, era divisa in due registri. Quello superiore accoglieva tre finestre di diverse dimensioni (quella centrale più alta delle laterali) ed un oculo che modellava il timpano sovrastante in modo curvilineo.